# Denis Beatty
Francis Joseph Denis Beatty (22 december 1919 - 14 januari 2002) was een Amerikaanse architect.
Beatty studeerde aan de Universiteit van Princeton voor architect.
In San Francisco werkte hij voor architect John Warnecke. Ook had hij meer dan 10 jaar een eigen bedrijf. Hij won de wedstrijd voor de bouw van de Amerikaanse ambassade in Bangkok. Dit project werd echter nooit uitgevoerd.
Hij werkte in Egypte en Griekenland. Hoewel hij nooit werd toegelaten in Libië, ontwierp hij voor Moammar al-Qadhafi een stad.
Na de Japanse aanval op Pearl Harbor in 1941 ging hij bij de Amerikaanse marine. Hij werd luitenant en werkte op het oorlogsschip Iowa.